# Hua Lamphong

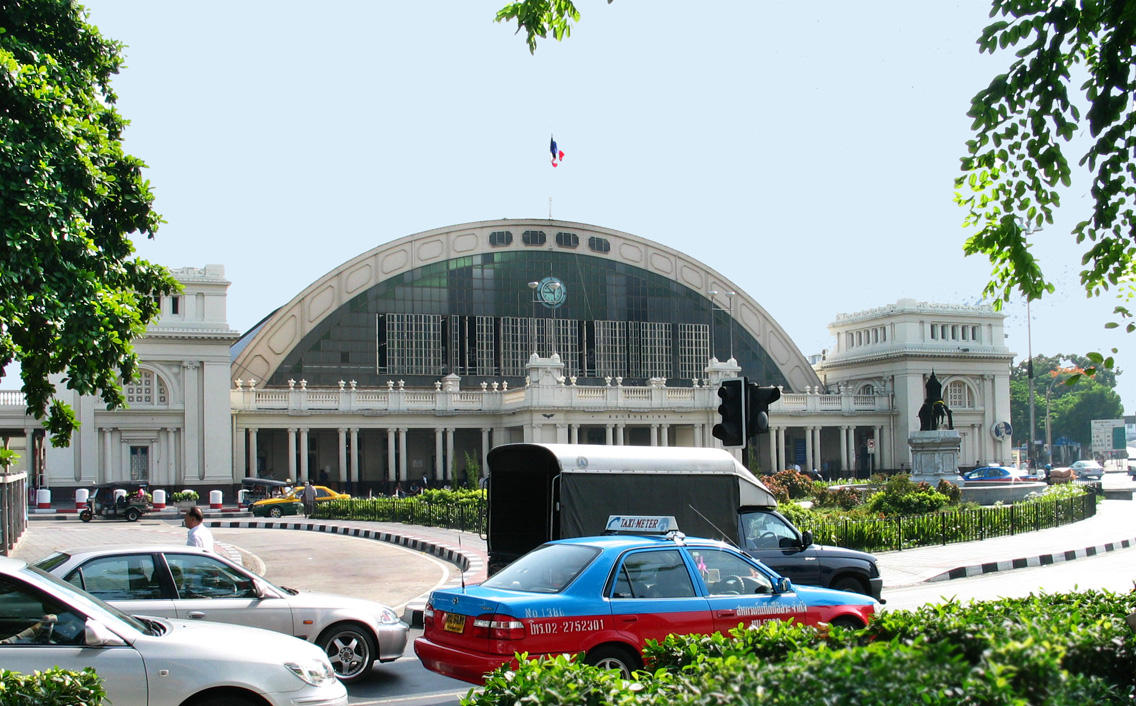
Hua Lamphong

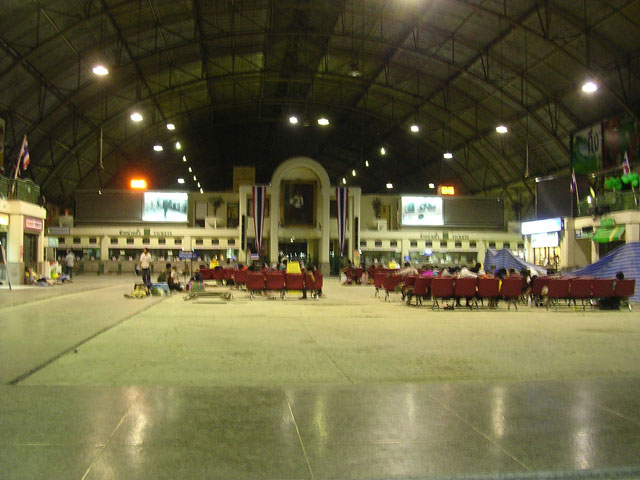
Binnenkant van het station

Het station Hua Lamphong is het oudste spoorwegstation in Bangkok (Thailand) dat nog in zijn oorspronkelijke staat verkeert. Hua Lamphong werd in 1916 geopend en is het station waar bijna alle treinlijnen naar het noorden, noordoosten, centrum, oosten en zuiden van Thailand hun begin- of eindpunt hebben. Ook beginnen en eindigen de meeste treinen van de Eastern Oriënt-Express in Bangkok. Het station is hiermee het belangrijkste spoorknooppunt van de Thaise Staatsspoorwegen. Het station ligt vlak bij het Chinatown van Bangkok, Yaowarat.
Veel buslijnen in Bangkok passeren het station en er is ook een taxi-meterstandplaats. Sinds juli 2004 is het (voorlopige) begin- en eindpunt van de M.R.T. Chaloem Ratchamongkhon-lijn van de metro van Bangkok ook bij het station gelegen. Deze halte heeft als een van de weinige haltes een speciale inrichting gekregen, afwijkend van de standaardinrichting van de stations. In de ondergrondse passage naar het treinstation is er een overzichtstentoonstelling ingericht over de aanleg van de eerste metrolijn en over de ontwikkeling van het openbaar vervoer in Thailand.